# Oggetti non stellari nella costellazione di Ofiuco
Principali oggetti non stellari presenti nella costellazione di Ofiuco.

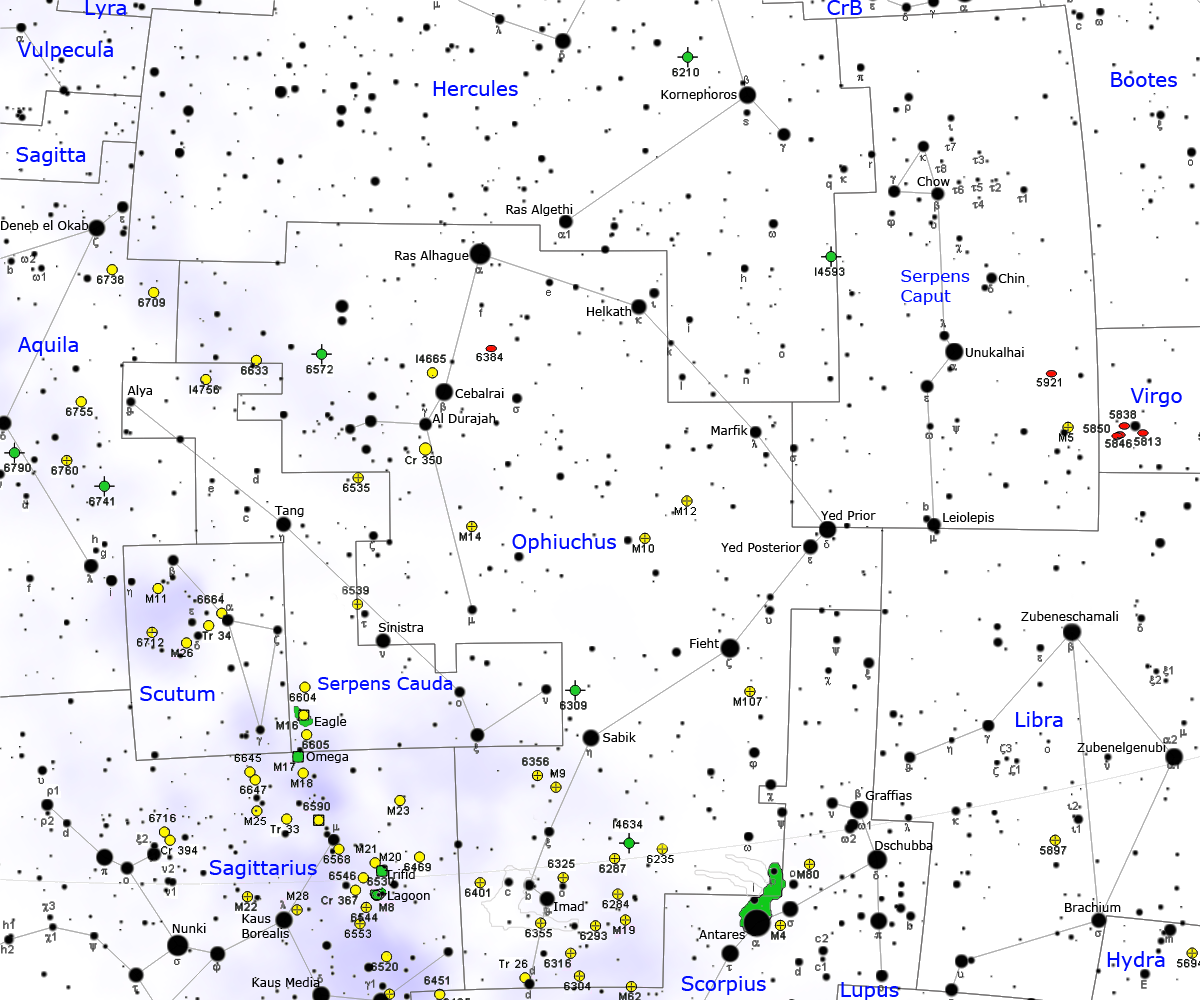
Mappa della costellazione di Ofiuco.

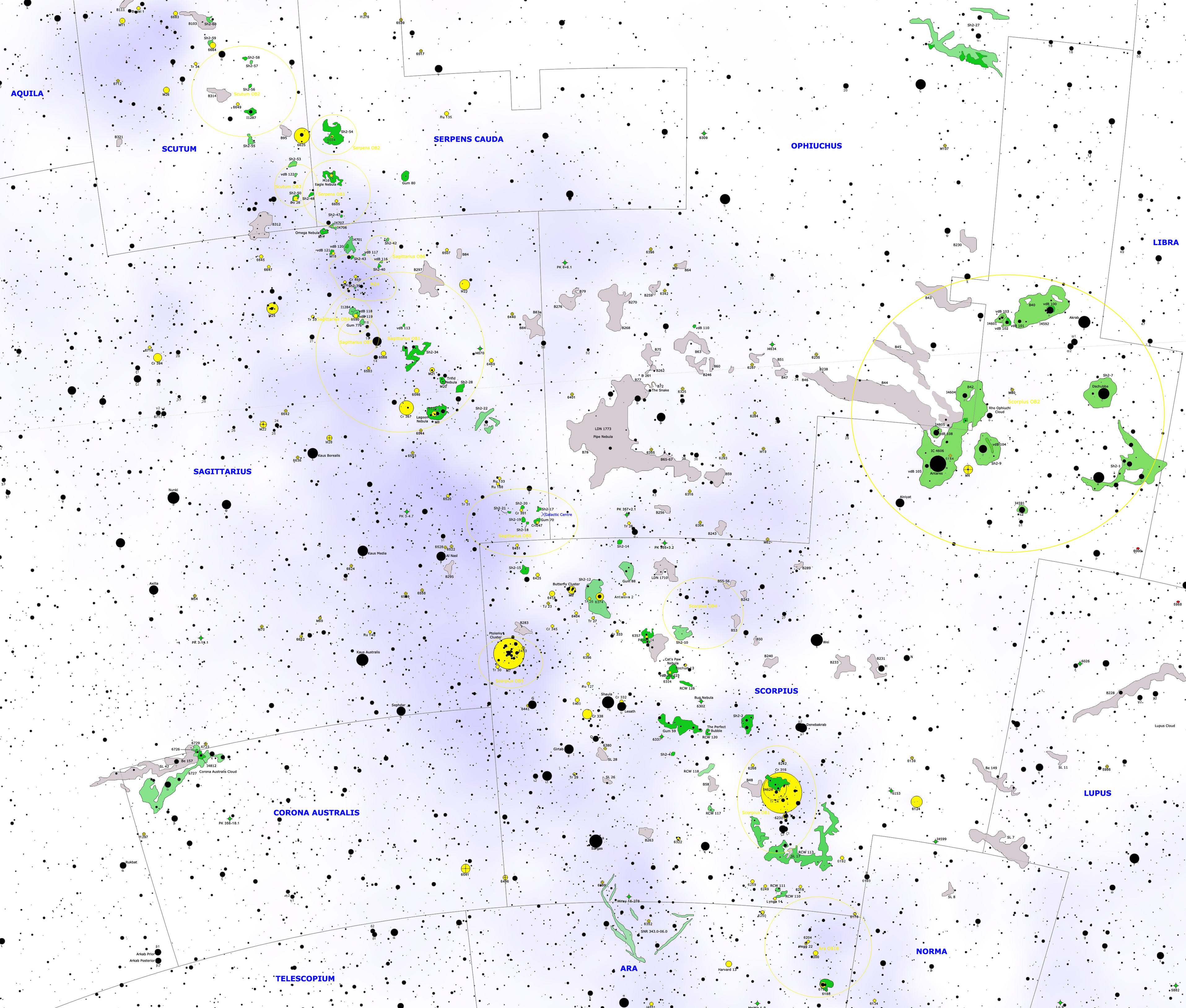
Mappa dettagliata del centro della Via Lattea.

## Ammassi aperti
- IC 4665
- Mel 186
- NGC 6633

## Ammassi globulari
- M9
- M10
- M12
- M14
- M19
- M62
- M107
- NGC 6235
- NGC 6284
- NGC 6287
- NGC 6293
- NGC 6304
- NGC 6316
- NGC 6356
- NGC 6366
- NGC 6401

## Nebulose planetarie
- NGC 6309
- NGC 6369
- NGC 6572

## Nebulose diffuse
- IC 4603
- Nube di Rho Ophiuchi
- Sh2-24
- Sh2-27
- Sh2-70
- vdB 109
- vdB 111

## Nebulose oscure
- Nebulosa Cavallo Nero
- Nebulosa Pipa
- Nebulosa Serpente

## Galassie
- NGC 6240
- NGC 6384
- LEDA 58817

## Ammassi e superammassi di galassie
- Superammasso di Ofiuco